# Euavialae
Die Euavialae sind ein Taxon der Avialae innerhalb der Theropoda. Es enthält alle Spezies der Avialae, welcher näher mit den modernen Vögeln verwandt sind als mit „primitiveren“ Formen wie Archaeopteryx oder Jeholornis. Das Taxon wurde im Jahr 2002 von Ji et al. beschrieben. Da die Euaviale auch die Vögel einschließen, überleben die Vertreter dieser Gruppe bis heute.

## Systematik
Nach einer Klassifikation von Lefèvre et al. von 2014 gehören die Euavialae zu den Aviale. Sie sind das Schwestertaxon von Jeholornis. Innerhalb der Euaviale befindet sich Jixiangornis als basale Gattung, die übrigen Vertreter werden unter der Gruppe Avebrevicauda zusammengefasst. Diese beinhaltet wiederum die ausgestorbenen Omnivoropterigyiformes sowie die Pygostalia. Die Pygostalia enthalten sowohl die Confucisiornithiformes als auch die Ornithothoraces, deren einzige rezente Vertreter die Vögel (Aves) sind.